# Tadeusz Wilczak
Tadeusz Wilczak (* 6. November 1908 in Tomaszów Mazowiecki; † 30. Mai 1956 in Warschau) war ein polnischer Dirigent.
Wilczak studierte bis 1936 am Warschauer Konservatorium bei Walerian Bierdiajew und wurde danach dessen Assistent. Bis zum Zweiten Weltkrieg dirigierte er verschiedene Warschauer Sinfonieorchester und Konzerte im Polnischen Rundfunk. Unter anderem war er 1938 Dirigent bei der Uraufführung von Witold Lutosławskis Lacrimosa. In der Kriegszeit leitete er Konzerte im Auftrag des Zentralen Wohlfahrtsrates (Rada Główna Opiekuńcza). 1948–49 war er Dirigent an der Schlesischen Oper in Grodny. Zwischen 1949 und 1953 dirigierte er die Krakauer und Warschauer Philharmoniker, das Sinfonieorchester Bydgoszcz und die Philharmoniker Łódź. Ab 1953 war er Dirigent an der Warschauer Oper.